# Distrikt Alto Tapiche
Der Distrikt Alto Tapiche liegt in der Provinz Requena in der Region Loreto in Nordost-Peru. Der Distrikt wurde am 20. Juli 1946 gegründet. Er besitzt eine Fläche von 9068 km². Beim Zensus 2017 wurden 1667 Einwohner gezählt. Im Jahr 1993 lag die Einwohnerzahl bei 1793, im Jahr 2007 bei 1947. Die Distriktverwaltung befindet sich in der 121 m hoch gelegenen Ortschaft Santa Elena mit 691 Einwohnern (Stand 2017). Santa Elena befindet sich 110 km südsüdwestlich der Provinzhauptstadt Requena.

## Geographische Lage
Der Distrikt Alto Tapiche liegt im Amazonastiefland im zentralen Südosten der Provinz Requena. Der Distrikt umfasst das obere Einzugsgebiet des Río Tapiche. Der Nationalpark Sierra del Divisor erstreckt sich zum Teil über den Südosten des Distrikts.
Der Distrikt Alto Tapiche grenzt im Westen an den Distrikt Emilio San Martín, im Norden und Nordosten an den Distrikt Tapiche, im Osten an die Distrikte Soplin und Yaquerana, im Südosten an Brasilien, im Süden an den Distrikt Callería (Provinz Coronel Portillo) sowie im Südwesten an die Distrikte Contamana (Provinz Ucayali) und Maquía.